# Dekanat City East (archidiecezja Glasgow)
Dekanat City East – jeden z 8 dekanatów rzymskokatolickiej archidiecezji Glasgow w Szkocji. 
Według stanu na październik 2016 w skład dekanatu wchodziło 8 parafii rzymskokatolickich, a dziekanem był wówczas Rt. Rev. Mgr. Christopher Provost McElroy VF. 

## Lista parafii
Źródło:
| Lp. | Miejscowość        | Parafia                                      | Grafika | Kościół                                                | Adres |
| --- | ------------------ | -------------------------------------------- | ------- | ------------------------------------------------------ | ----- |
| 1   | Glasgow            | Parafia św. Andrzeja                         |         | Archikatedra św. Andrzeja w Glasgow                    |       |
| 2   | Glasgow-Dennistoun | Parafia św. Anny                             |         | Kościół św. Anny w Glasgow                             |       |
| 3   | Glasgow            | Parafia św. Alfonsa                          |         | Kościół św. Alfonsa w Glasgow                          |       |
| 4   | Glasgow-Calton     | Parafia Najświętszej Maryi Panny             |         | Kościół Najświętszej Maryi Panny w Glasgow             |       |
| 5   | Glasgow-Parkhead   | Parafia św. Michała                          |         | Kościół św. Michała w Glasgow                          |       |
| 6   | Glasgow-Dennistoun | Parafia Najświętszej Maryi Panny Dobrej Rady |         | Kościół Najświętszej Maryi Panny Dobrej Rady w Glasgow |       |
| 7   | Glasgow-Bridgeton  | Parafia Najświętszego Serca Jezusowego       |         | Kościół Najświętszego Serca Jezusowego w Glasgow       |       |
| 8   | Strathclyde        |                                              |         | Kaplica uniwersytecka w Strathclyde                    |       |